# A-L-I-V-E
「A-L-I-V-E」（アライヴ）は、ボーカルユニットFoxxi misQが2007年1月24日にリリースした通算3枚目のシングル。

## 解説
- 初回限定版の「CD+DVD」と、通常版の「CDのみ」の2形態で発売。
- MC HOZEが参加。
- 「A-L-I-V-E」のテーマは文字通り「生きる」。社会という檻の中で抗いながら生きる葛藤を描いた歌詞となっている。PV内の衣装もそれに同調して、野性味を感じさせる毛皮が用いられた。
- c/wの「- A Taste Of Honey -」は自分達でボーカルアレンジを行っている。
- 初回盤には「Tha F.Q's Style」「ULTIMATE GIRLS」「A-L-I-V-E」「-A Taste Of Honey-」を収録したアナログ盤が抽選で100名に当選するアンケート葉書を封入。なお、このアナログ盤にはシリアルナンバーが記されている。
- 「Tha F.Q's Style」同様、シューズブランド「スケッチャーズ」用の店頭プロモーション映像が存在するが、ソフト化される予定はない。
- 発売当時オリコンのデイリーランキングでは自己最高位を狙える移行であり、自己最高初動売上を記録するも、アニメイト補修がかかったシングルが多くあったため[要出典]初登場50位となった。

## 収録曲

### CD
1. A-L-I-V-E
（作詞：Shoko Fujibayashi 作曲：Face 2 fAKE）
SKECHERS 2007イメージソング
TBS系「オビラジR」2月度エンディングテーマ
AIR-G' POWER PLAY
ふくしまFM 1月度後期 POWER PLAY
2. -A Taste Of Honey-
（作詞：Shoko Fujibayashi 作曲：Face 2 fAKE）
3. A-L-I-V-E ～DJ TARO "hbs" mixx～
表題曲のリミックス
4. A-L-I-V-E（less vocal）
5. Taste Of Honey-（less vocal）

### DVD
1. A-L-I-V-E VIDEO CLIP